# Ryszard Dołomisiewicz
Ryszard Dołomisiewicz (ur. 2 stycznia 1966 w Tarnogrodzie) – polski żużlowiec.
Przez całą swoją sportową karierę (w latach 1982–1991) reprezentował barwy jednego klubu, Polonii Bydgoszcz, stanowiąc jej największą podporę. Karierę zakończył przedwcześnie na skutek licznych kontuzji odniesionych na torze, ostatni raz wystąpił podczas swojego pożegnalnego turnieju na stadionie bydgoskiej Polonii 25 kwietnia 1993. Finalista IMŚ (1986 – XI miejsce), MŚP i IMP. Medalista mistrzostw Polski zarówno w parach, jak i w drużynie.
Po zakończeniu kariery zajął się prowadzeniem działalności gospodarczej, aktualnie jest właścicielem restauracji "Czarny Koń"  w Żołędowie niedaleko Bydgoszczy.
W sezonie 2022 powrócił do żużla jako menedżer II-ligowej Polonii Piła.
Jego pseudonim to „Dołek”.

## Najważniejsze osiągnięcia

### Mistrzostwa świata
- Indywidualne Mistrzostwa Świata
  - 1986 – Chorzów – XI miejsce – 6 pkt
- Mistrzostwa Świata Par
  - 1991 – Poznań – VII miejsce – 5 pkt

### Mistrzostwa Polski
- Indywidualne Mistrzostwa Polski
  - 1987 – Toruń – VI miejsce – 19 (7+12) pkt
  - 1989 – Leszno – VIII miejsce – 9 pkt
- Młodzieżowe Indywidualne Mistrzostwa Polski
  - 1983 – Gniezno – IV miejsce – 10 pkt
  - 1985 – Lublin – VI miejsce – 9 pkt
  - 1986 – Toruń – I miejsce – 14 pkt
  - 1987 – Gorzów Wlkp. – II miejsce – 13 pkt
- Mistrzostwa Polski Par Klubowych
  - 1987 – Ostrów Wlkp. – IV miejsce – 24 pkt
  - 1988 – Rybnik – VI miejsce – 11 pkt
  - 1989 – Leszno – IV miejsce – 20 pkt
  - 1990 – Rzeszów – I miejsce – 12 pkt
  - 1991 – Bydgoszcz – I miejsce – 9 pkt
- Młodzieżowe Mistrzostwa Polski Par Klubowych
  - 1984 – Rybnik – VI miejsce – 0 pkt
  - 1985 – Bydgoszcz – II miejsce – 11 pkt
  - 1986 – Ostrów Wlkp. – II miejsce – 13 pkt
  - 1987 – Leszno – II miejsce – 23 pkt
- Drużynowe Mistrzostwa Polski
  - 1982 – VIII miejsce – Średnia Biegowa – 0,667
  - 1983 – IX miejsce – Średnia Biegowa – 0,787
  - 1984 – VIII miejsce – Średnia Biegowa – 1,333
  - 1985 – IV miejsce – Średnia Biegowa – 1,346
  - 1986 – II miejsce – Średnia Biegowa – 2,120
  - 1987 – II miejsce – Średnia Biegowa – 2,600
  - 1988 – III miejsce – Średnia Biegowa – 2,318
  - 1989 – VII miejsce – Średnia Biegowa – 2,357
  - 1990 – III miejsce – Średnia Biegowa – 2,350
  - 1991 – V miejsce – Średnia Biegowa – 1,760
- Młodzieżowe Drużynowe Mistrzostwa Polski
  - 1986 – Zielona Góra – II miejsce – 7 pkt
  - 1987 – Gorzów Wlkp. – II miejsce – 11 pkt

### Turnieje o Złoty, Srebrny i Brązowy Kask
- Złoty Kask
  - 1986 – VI miejsce – 39 (8+6+14+11) pkt
  - 1990 – XIII miejsce – 15 (7+8) pkt
- Srebrny Kask
  - 1983 – Toruń – XIV miejsce – 3 pkt
  - 1984 – Lublin – I miejsce – 14 pkt
  - 1985 – Tarnów, Rzeszów – III miejsce – 22 (8+14) pkt
  - 1986 – Zielona Góra, Gorzów Wlkp. – I Miejsce – 28 (15+13) pkt
  - 1987 – Bydgoszcz, Gniezno – I miejsce – 26 (14+12) pkt
- Brązowy Kask
  - 1984 – Bydgoszcz – I miejsce – 12 pkt
  - 1985 – Gorzów Wlkp., Zielona Góra – II miejsce – 25 (12+13) pkt

### Puchar Polski
- Indywidualny Puchar Polski
  - 1987 – Gniezno – II miejsce – 14 pkt
  - 1988 – Opole – II miejsce – 11 pkt
  - 1989 – Ostrów Wlkp. – V miejsce – 10 pkt

### Inne turnieje indywidualne
- 1986 – Świętochłowice – Memoriał Rościsława Słowieckiego – III miejsce – 12 pkt
- 1987 – Bydgoszcz – VI Kryterium Asów Polskich Lig Żużlowych – III miejsce – 13 pkt
- 1987 – Częstochowa – XX Memoriał Bronisława Idzikowskiego i Marka Czernego – II miejsce – 13 pkt
- 1988 – Bydgoszcz – VII Kryterium Asów Polskich Lig Żużlowych – I miejsce – 14 pkt
- 1988 – Częstochowa – XXI Bronisława Idzikowskiego i Marka Czernego – I miejsce – 15 pkt
- 1988 – Ostrów Wlkp. – XXXVI Łańcuch Herbowy Ostrowa Wielkopolskiego – II miejsce – 13 pkt
- 1989 – Rzeszów – VII Memoriał Eugeniusza Nazimka – III miejsce – 13 pkt
- 1989 – Zielona Góra – Puchar Gazety Lubuskiej – III miejsce – 13 pkt
- 1990 – Gorzów Wlkp. – Turniej Pożegnalny Jerzego Rembasa – II miejsce – 11 pkt
- 1991 – Toruń – XVIII Memoriał Mariana Rose – II miejsce – 12 pkt

### Ligi zagraniczne
- 1991 – ZSRR – SK Lokomotīve Dyneburg – V miejsce – Średnia Biegowa – 2,833